# Samir Lerić
Samir Lerić, né le 12 septembre 1973, à Mostar, en République socialiste de Bosnie-Herzégovine, est un ancien joueur bosnien de basket-ball. Il évolue durant sa carrière au poste de pivot.

## Palmarès
- Coupe de Bosnie-Herzégovine 2001